# Françoise Sabban
Pour les articles homonymes, voir Sabban.
Françoise Sabban est une anthropologue, sinologue et historienne française, spécialiste des cultures alimentaires chinoises.

## Biographie

### Cursus
Françoise Sabban est diplômée de l'École nationale des langues orientales vivantes (chinois) en 1967 et titulaire d'une maîtrise ès lettres de la Sorbonne (1968) ainsi que d'un diplôme de l'Institut des langues étrangères de Pékin (1973). Elle obtient ensuite un doctorat de 3e cycle à l'université Paris 7 en 1978.

### Recherche et enseignements
Ses thèmes de recherche et d’enseignement sont l'anthropologie historique des techniques et des savoirs ordinaires, l'histoire des techniques, l'anthropologie historique et comparée de l'alimentation, l'histoire des écrits culinaires. Ses enseignements portent sur les régimes alimentaires et modèles de civilisation, les usages techniques, objets élaborés et patrimoine culturel immatériel dans le monde chinois.
Directrice d'études et des cercles de formation de l'EHESS, elle est rattachée au laboratoire CECMC (Centre d'études sur la Chine moderne et contemporaine), sur le sujet de la Chine, la Corée et le Japon, mais également sur l'Europe plus précisément la France et l'Italie.
Membre du Bureau de l'EHESS (2000-2003), Françoise Sabban fut directrice de la Maison franco-japonaise de 2003 à 2008.
Elle est présidente du Conseil scientifique de l’Institut européen d'histoire et des cultures de l'alimentation, membre de la revue scientifique Journal of Chinese Dietary Culture, membre de la revue scientifique Food & Foodways, et membre du Comité de rédaction de la revue scientifique Food & History.
Ses travaux de recherche ont contribué au renouvellement de l'histoire de la cuisine en France à partir des années 1980, aux côtés de chercheurs comme Jean-Louis Flandrin. Ses recherches ont aussi permis aux historiens de réaliser des études plus poussées sur l'histoire des pâtes alimentaires. Son ouvrage Les pâtes : histoire d’une culture universelle, coécrit avec l'historien de la cuisine Silvano Serventi, est considéré à la fois comme une somme et un classique sur le sujet. Parmi ses ouvrages de vulgarisation, La Gastronomie au Moyen Âge : 150 recettes de France et d'Italie est le plus connu. Utilisé à la fois par les chercheurs et les amateurs, il a connu plusieurs rééditions et a été traduit en anglais, en allemand et en espagnol.

## Sélection de publications

### Ouvrages scientifiques
- Idiotismes quadrisyllabiques en chinois moderne, Langages Croisés, 1980, 347 p.
- (avec Silvano Serventi), Les pâtes. Histoire d’une culture universelle, Arles, Actes Sud, 2001, 496 p.  (ISBN 2742733167 et 9782742733163) Étude de l’origine (romaine, arabe, italienne, chinoise) des pâtes alimentaires et les avatars de l’industrie en Europe et en Amérique jusqu’aux XIXe et XXe siècles. Traduction française de l'original italien : La pasta : Storia e cultura di un cibo universale, Rome et Bari, Laterza Editori, 2000. Ouvrage aussi traduit en anglais[11] et en japonais[12].
- (avec Jean-Paul Desroches), Les séductions du palais : Cuisiner et manger en Chine, Musée du quai Branly / Actes Sud, 2012  (ISBN 978-2-330-00952-6 et 978-2-35744-052-4)[présentation en ligne] Catalogue de l'exposition Les séductions du palais - Cuisiner et manger en Chine, au musée du quai Branly, du 19 juin au 30 septembre 2012; accompagné d'une sélection de 32 recettes.
- (avec Massimo Montanari), Atlante dell'alimentazione e della gastronomia, Vol. 1 « Risorse, Scambi, Consumi », Vol. 2 « Cucine, pasti, convivialità », Turin, U.T.E.T., 2004, 879 p.
- La Chine par le menu : Cuisine, culture culinaire et traditions alimentaires chinoises, Paris, Les Belles Lettres, 2024, 464 p. (ISBN 978-2251455112)

### Articles
- « Histoire de l’alimentation chinoise : bilan bibliographique (1911-2011) », Food & History, vol. 10, no 2,‎ 2012, p. 103-129 (ISSN 1780-3187, lire en ligne)

### Direction d'ouvrages
- (avec Maurice Aymard et Claude Grignon), Le temps de manger. Alimentation, emploi du temps et rythmes sociaux, Paris, Éditions de la Maison des sciences de l'homme / Institut National de la Recherche Agronomique, 1993, 326 p.
- (avec Frédérique Audoin-Rouzeau), dir., Un aliment sain dans un corps sain : Perspectives historiques. Deuxième colloque de l’Institut Européen d’Histoire et des Cultures de l’Alimentation. Tours, Presses universitaires François Rabelais, 2007, 344  p. (Collection « À boire et à manger », n° 1) [présentation en ligne]

### Vulgarisation
- (avec Odile Redon et Silvano Serventi), La Gastronomie au Moyen Âge : 150 recettes de France et d'Italie, Paris, Stock, 1991 (rééditions en 1993 et 1995). [compte rendu]

- (avec Silvano Serventi), La Gastronomie à la Renaissance : 100 recettes de France et d’Italie, Paris, Stock, 1997.
- (avec Silvano Serventi), La Gastronomie au Grand Siècle : 100 recettes de France et d'Italie, Paris, Stock, 1998.

## Distinctions
- Prix Apicius du salon Festin d'auteurs (2015)
- Chevalier de la légion d'honneur (janvier 2009)